# Braun TP1
(Commento personale di Rams sulla rivista Wallpaper*)
La TP1 è una apparecchiatura radio e giradischi alimentata a batteria, progettata da Dieter Rams nel 1959.
L'oggetto adotta la filosofia minimale e funzionalista di Rams, con un aspetto pulito e semplice che sarà punto di partenza dei suoi successivi progetti per la Braun.
Ha vinto il premio Supreme Award a Londra nel 1961.

## Storia
La Braun intraprende nel periodo post bellico una collaborazione con la scuola di Ulm per sviluppare prodotti con una nuova filosofia di pensiero e di impresa per condurre la Germania verso una nuova modernità.
È in questo contesto - incentrata su principi di modularità, linee pulite, sottrazione piuttosto che addizione - che Rams si trova a lavorare.
Nel 1961 dopo sette anni di lavoro in Braun, Rams diventa il capo della sezione design dell'azienda ed è in quest'anno che vede la luce il progetto della radio fonografo portatile.
Il nome TP1 deriva dalle iniziali delle due componenti: T per radio a transistor e P per phonograph (giradischi).
Originariamente il progetto nasce per risolvere un problema personale del designer stesso: in quel periodo stava imparando l'inglese e gli avrebbe fatto piacere poter ascoltare le lezioni anche nei suoi frequenti viaggi.
Il prodotto riflette bene il progresso nella miniaturizzazione dei componenti elettronici dell'epoca cominciata negli anni cinquanta, infatti nello stesso anno la Sony commercializzò il televisore più piccolo del mondo fino a quell'anno.

## Descrizione

### Caratteristiche tecniche
L'oggetto complessivo è in realtà composto da due elementi: una radio e un giradischi. La radio è completamente funzionante in modo autonomo attraverso presenta il comando ON/OFF, il regolatore di volume, il selettore di frequenza radio. Il giradischi può riprodurre i 45 giri: abbassando la leva frontale il rettangolo metallico scivola via esponendo la testina di lettura e infine attiva il mandrino (formato da una piastra metallica circolare piatta con un bordo in gomma nera e un centro cilindrico rialzato) per far girare il vinile; per poter sentire la musica il giradischi deve essere collegato da un cavo jack maschio-maschio alla radio su cui sono presenti gli speaker.

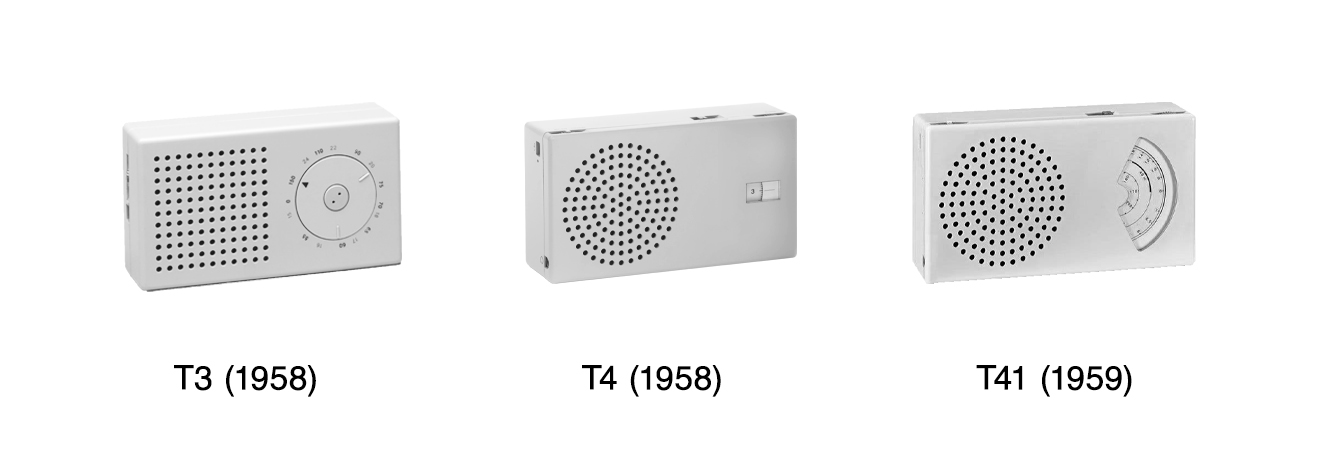
Radio T3, T4, T41 di Dieter Rams

|                   |        |
| altezza totale    | 235 mm |
| larghezza totale  | 152 mm |
| profondità totale | 44 mm  |
| peso totale       | 230 gr |

### Materiali
I due componenti principali della TP1 sono realizzati in polistirene stampato a compressione; il fonografo è avvolto posteriormente e lateralmente da un'unica lastra di alluminio piegato che, oltre a dare rigidità, serve per l'alloggiamento della radio. Infine, una correggia in pelle è utilizzabile per trasportare l'oggetto o per appenderlo al muro.

### Sistema
Il sistema creato da Rams è molto interessante, perché al giradischi P1 è possibile affiancare anche le radio T3 e T41 (altre variazioni della T4), progettate sempre da Rams per la Braun, che presentano le stesse dimensioni; questo crea un sistema rivoluzionario e unico nel suo genere per l'epoca.

### Componenti plastiche
Cromatiche
La radio TP1 è caratterizzata dalla predominanza dei colori bianco e grigio, caratteristica che pervade tutta la produzione di Dieter Rams per Braun fino al 1965: tutti i prodotti realizzati dal designer tedesco in questo periodo vedono infatti l'utilizzo prevalente di bianco e grigio, l'uso di altri colori è impiegato solo per particolari pulsanti in modo da mettere questi ultimi in assoluto rilievo e mantenere una linearità visiva assoluta.
Eidetiche
La Tp1 è progettata e realizzata con forme principalmente squadrate e rettangolari dettate dalla prevalenza di linee rette e spigolose. Sono presenti anche delle forme circolari. É evidente quindi come il designer abbia voluto dare al prodotto un design chiaro richiamando alla mente concetti come la purezza delle linee e la semplicità.
Topologiche
Nell’oggetto le componenti e i vuoti sono posizionati tramite giochi di allineamenti, proiezioni e ripetizioni di figure rettangolari e circolari in proporzione aurea tra loro. Nella vista frontale la radio stessa è inscritta quasi perfettamente in un rettangolo aureo, la cui divisione ulteriore in quadrato e rettangolo definisce i due moduli di cui è composto l’oggetto.

## Interpretazione

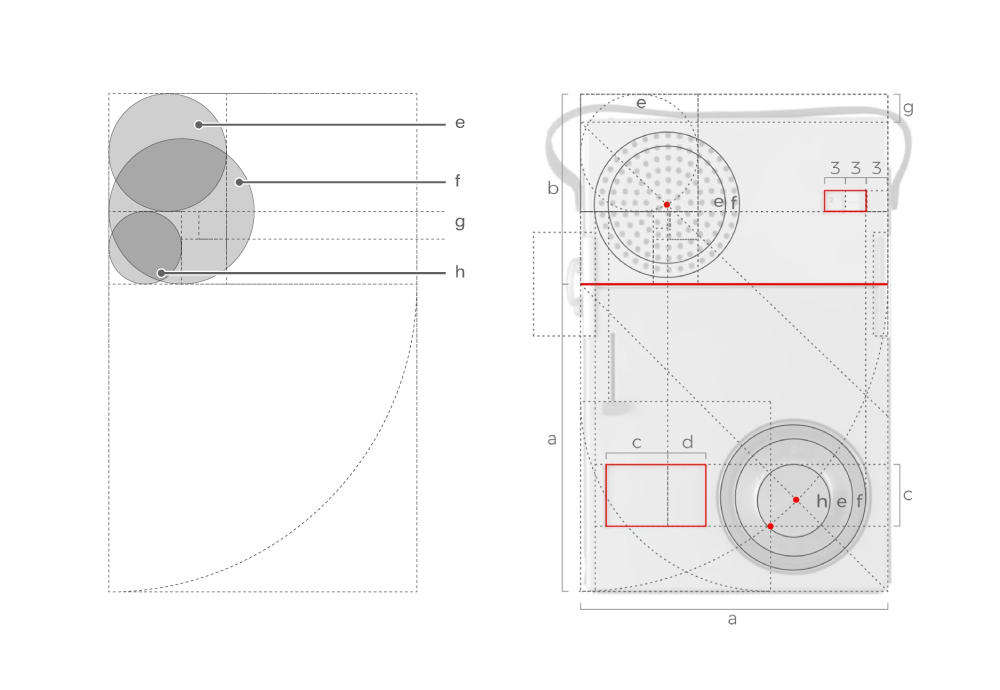
Rapporti aurei e guide TP1: a/b = φ, c/d = φ, e/h = φ, g/h = φ^{2}, φ = 1,618

### Costruzione geometrica
La vista frontale dell’oggetto si basa su di un quadrato (riportato in figura con lato a x a) sormontato da un rettangolo, il cui lato inferiore, b, è in proporzione aurea con il lato del quadrato stesso. Se a questo rettangolo è sottratto superiormente un altro rettangolo il cui lato inferiore coincide con il sesto quadrato della proporzione aurea (in figura il lato g) si trova l’altezza della radio a transistor. Il mandrino si trova esattamente nell'incrocio tra la diagonale del quadrato e un ideale arco che unisce gli angoli apposti a quelli della diagonale facendo centro in quello superiore. Quest’ultimo e i fori per l’audio sono descritti dalla stessa circonferenza di diametro f. Anche il vano rettangolare adiacente al mandrino segue la proporzione aurea (in figura c+d x c, dove c / d = φ) e la sua posizione è studiata in base ad allineamenti con le circonferenze circostanti.

### Ipercodifica
La TP1 presenta elementi riconoscibili e collegati all'esperienza dell'utente, quali la radio e il giradischi. Sono presenti quindi riferimenti culturali già esistenti che vengono aggregati andando a costituire il prodotto finale. La TP1 può considerarsi perciò, utilizzando come riferimento la terminologia di Umberto Eco contenuta nel suo "Trattato di Semiotica Generale", un oggetto ipercodificato, ossia un artefatto che è composto da elementi che hanno una funzione specifica, assimilata nell'esperienza e nel sapere comune.

### Valorizzazione
Nonostante la radio TP1 presenti valori prettamente pratici come la funzionalità, la compattezza, la trasportabilità e il minimalismo, nella sua progettazione è anche stata ricercata una sintesi massima delle forme portando all'esaltazione di valori esistenziali quali l'innovazione e l'ideale di vita frenetica che porta con sé l'uso di tale oggetto. Dunque, secondo la teoria semiotica di Jean-Marie Floch, la radio TP1 può essere considerata un termine complesso in quanto coesistono valorizzazione pratica e valorizzazione utopica.